# Léon Delignières
Pour les articles homonymes, voir Delignières.
Léon Delignières, né en 1884 et mort à une date inconnue, est un rameur français.

## Carrière
Léon Délignières, membre de la Société Nautique de la Basse-Seine, participe aux Jeux olympiques intercalaires de 1906 à Athènes. Il y remporte la médaille d'argent en quatre avec barreur.